# 式三番

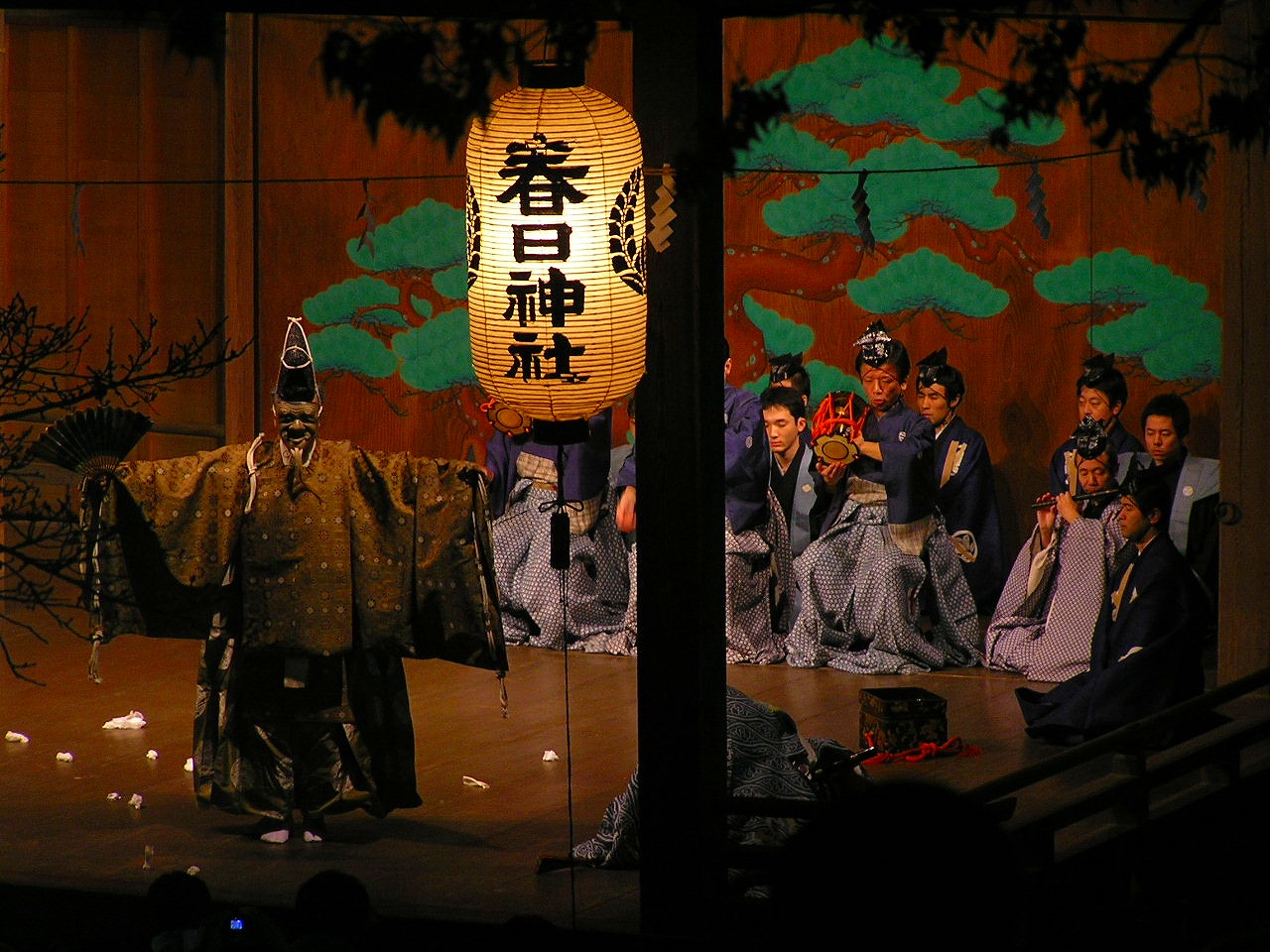
春日神社 (丹波篠山市)に奉納される「翁」

式三番（しきさんば）とは、能・狂言とならんで能楽を構成する特殊な芸能の一つ。
能楽の演目から転じて、歌舞伎舞踊や日本舞踊にも取入れられているほか、各地の郷土芸能・神事としても保存されており、極めて大きな広がりを持つ芸能である。なお、能楽の演目としては「翁」とするのが一般的である。

## 概要
能楽（猿楽）が成立する以前の翁猿楽(老人の面を付けた神が踊り語って祝福を与えるという芸能)の様式を留める芸能が式三番である。8世観世鐵之丞によると、もともとは五穀豊穣を祈る農村行事であり、翁は集落の長の象徴、千歳は若者の象徴、三番叟は農民の象徴であるとされる。
父尉（ちちのじょう）・翁（おきな）・三番猿楽（三番叟（さんばそう）、大蔵流では三番三）および風流から構成されるが、父尉・翁・三番猿楽はかならず連続して上演されたためにこの呼び名がある。室町時代以降父尉は省略し、翁を能楽師が、三番叟を狂言師が担当する。いずれも筋立てというほどのものはなく、老体の神があらわれて天下泰平・国土安穏・五穀豊穣を祝祷する神事的な内容である。五番立（ごばんだて）の場合には脇能に先だって、全体の祝言（しゅうげん）として演ぜられる。
式三番に要する役者は、翁役の大夫（シテ方）、千歳役（上掛りではシテ方、下掛りでは狂言方）、三番叟役（狂言方）、面箱持役（上掛りに限って出る。狂言方。三番叟の段で問答の相手役を勤める）、笛方、小鼓方3名、大鼓方の計8ないし9名のほかに、地謡、後見などである。小鼓は3丁で連調し（シテになる小鼓方を頭取、残りの2名を脇鼓という）、大鼓は三番叟にのみ加わる。太鼓方も舞台には出るが、式三番に続いて上演される脇能（わきのう）から参加し、式三番そのものには加わらない。
能楽において式三番は極めて神聖かつ重い曲として扱われており、翁、千歳、三番叟、囃子はそれぞれ習いとされている。流儀によってそれぞれに異なるが、素人・玄人ともに、女性による上演には一定の制限が加えられている（女性には許しを出さない、年齢制限を設ける等）。また上演にあたっては役者は一定の期間別火（べっか）という物忌みを行い、当日は鏡の間に祭壇をしつらえ、舞台に上がる前に各役が盃事と切火で身を清めるなど、特殊なしきたりがある（流儀によっては開演の前に舞台に切火を切ることもある）。
1964年（昭和39年）に発見された金春禅竹による能楽理論書『明宿集』の中に、翁を論じた箇所が見える。禅竹は翁を「猿能の能の世界を司る存在」と捉えていたようである。老爺の容姿をしており、人間の目では無意識の状態でのみ姿を見ることが出来る存在。したがって、意識して見ようとすれば見えない存在である。また同書では、翁とは「宿神」つまり、この世とあの世を繋ぐ精霊のようなものと記されている。

## 上演形態

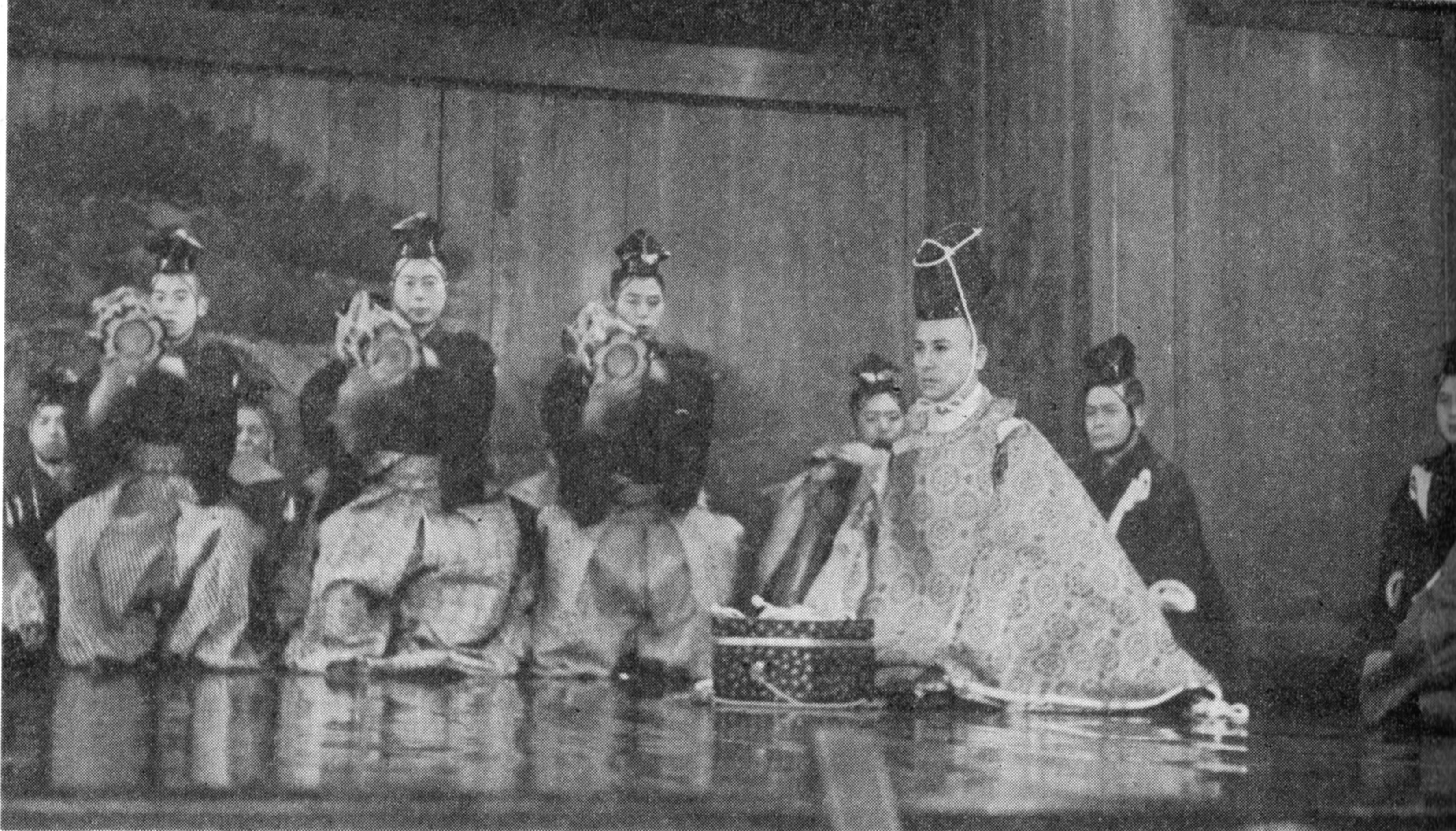
観世左近の勤める「翁」（1939年）

現在、もっとも一般的に上演される式三番は以下のような形態をとっている。
1. 序段
  1. 座着き：笛の前奏によって役者が舞台に登場する。
  2. 総序の呪歌：一座の大夫が、式三番全体に対する祝言の呪歌を謡う。
2. 翁の段
  1. 千歳之舞：翁の露払役として若者が舞う。
  2. 翁の呪歌：翁が祝言の呪歌を謡う。
  3. 翁之舞：翁が祝言の舞を舞う。
3. 三番叟の段
  1. 揉之段：露払役の舞を三番叟自身が舞う。
  2. 三番叟の呪歌：三番叟が千歳との問答形式で祝言の呪歌を謡う。
  3. 鈴之舞：三番叟が祝言の舞を舞う。

装束については、翁ははじめ直面、翁烏帽子、襟は白2枚、着付は白練、指貫（下に込大口）、翁狩衣、腰帯、翁扇。後に白式尉面（白紐）。千歳は侍烏帽子、襟は赤、着付は段厚板、千歳直垂上下（下に込大口）、小刀、神扇。三番叟ははじめ直面、はじめ侍烏帽子、着付は厚板、三番叟直垂上下（下に込大口）、三番叟扇。後に剣先烏帽子、黒式尉面、鈴。面箱持は装束は千歳と同じ、ほかに面箱。囃子方、地謡方、後見方は侍烏帽子、熨斗目、素袍上下、扇子（ただし囃子方の後見役は熨斗目、裃のみにもある）。

### 小書
- 式能のためのもの

初日之式、二日之式、三日之式、（四日之式）、法会之式
江戸時代の式能において、数日間にわたって五番立の演能が行われる場合、初番の式三番は毎日同じもので飽きがくるために、各種の小書がつくられた。各々その小書名にある日の演能に用いる（法会之式は法会用）。いずれも詞章に多少の違いがあるだけで、内容が大きく異るわけではない。小書のつかない常の型は四日目の式三番であるといわれるが、本来これが正規のものであったのを、後人が補って他の型を作ったものであるとも言われる。
- 立合もの

弓矢立合、船立合、十二月往来
翁の数が三人（弓矢立合・船立合）に増え、祝言の謡を謡いながら相舞（翔）をする。この小書にかぎって異流の太夫どうしで演じる特殊な演目である（地謡は混成）。すでに室町時代の多武峰猿楽に四座立合の翁が奉納され}、その由緒は古い。なお、弓矢立合は江戸時代に幕府の謡初式でかならず演じられた由緒ある曲である。

### 「翁付き」
時に「翁」に続けて連続で「高砂」や「養老」、「鶴亀」、「老松」などの能（脇能）が同じ演者たちによって上演されることがある。これを「翁付き」と呼ぶ。「翁付き」となるのは目出度い内容の演目であり、またこの形式を採る演能は最も高い格式を持つ演能として扱われる。その後「脇狂言」と呼ばれるめでたい狂言も連続して演じられる場合もあり、囃子方などは3時間前後、舞台に上がりっぱなしとなる為、体力的にも最も高いものを要求される。太鼓方は「翁」では出番が無く、脇能でも後場だけの演奏が多いので、長い間座っているだけである。

## 郷土芸能としての式三番
大和猿楽に吸収・統合されて江戸時代の武家社会の式楽の担い手となっていった猿楽の役者たち以外にも、日本各地には土着の芸能として式三番を継承していった者たちが少なくなかった。このような式三番は現在では郷土芸能として演じられている。例えば東京都無形民俗文化財に指定されている檜原村小沢郷の小沢式三番や笹野郷の笹野式三番、岩手県平泉町の白山神社で伝承される古実式三番などがある。

## 注
1. ↑  翁猿楽kotobank
2. ↑  小沢式三番
3. ↑  笹野式三番